# Boggabri
Boggabri är en ort i Australien. Den ligger i kommunen Narrabri och delstaten New South Wales, i den sydöstra delen av landet, omkring 370 kilometer norr om delstatshuvudstaden Sydney.
Trakten runt Boggabri är nära nog obefolkad, med mindre än två invånare per kvadratkilometer.. Närmaste större samhälle är Blair Athol, omkring 17 kilometer nordost om Boggabri.
Omgivningarna runt Boggabri är i huvudsak ett öppet busklandskap. Genomsnittlig årsnederbörd är 760 millimeter. Den regnigaste månaden är februari, med i genomsnitt 120 mm nederbörd, och den torraste är oktober, med 16 mm nederbörd.